# Moussa Latoundji
Moussa Latoundji, né le 13 août 1978 à Porto-Novo, est un footballeur international béninois des années 1990.

## Biographie
Le 17 janvier 1993, il débute en sélection béninoise à l'âge de 14 ans et 157 jours. C'est le troisième plus jeune international de l'histoire et le plus jeune international du continent africain.

## Buts en sélection
| Buts en sélection de Moussa Latoudji | Buts en sélection de Moussa Latoudji | Buts en sélection de Moussa Latoudji | Buts en sélection de Moussa Latoudji | Buts en sélection de Moussa Latoudji | Buts en sélection de Moussa Latoudji | Buts en sélection de Moussa Latoudji |
|                                      | Date                                 | Lieu                                 | Adversaire                           | Score                                | Résultat                             | Compétition                          |
| ------------------------------------ | ------------------------------------ | ------------------------------------ | ------------------------------------ | ------------------------------------ | ------------------------------------ | ------------------------------------ |
| 1.                                   | 6 octobre 1996                       | Cotonou (Bénin)                      | Mali                                 | 1-0 (1 but à 38e)                    | 1-2                                  | CAN 1998 (éliminatoires)             |
| 2.                                   | 23 février 1997                      | Cotonou (Bénin)                      | Algérie                              | 1-0 (1 but à 35e)                    | 1-1                                  | CAN 1998 (éliminatoires)             |
| 3.                                   | 2 juillet 2000                       | Cotonou (Bénin)                      | Namibie                              | 2-0 (1 but à 50e)                    | 2-0                                  | CAN 2002 (éliminatoires)             |
| 4.                                   | 8 septembre 2002                     | Cotonou (Bénin)                      | Tanzanie                             | 4-0 (1 but à 85e)                    | 4-0                                  | CAN 2004 (éliminatoires)             |
| 5.                                   | 6 juillet 2003                       | Cotonou (Bénin)                      | Zambie                               | 3-0 (1 but à 75e)                    | 3-0                                  | CAN 2004 (éliminatoires)             |
| 6.                                   | 4 février 2004                       | Sfax (Tunisie)                       | Nigeria                              | 1-2 (1 but à 90e)                    | 1-2                                  | CAN 2004 (1er tour)                  |